# يوبجا
يوبجا (بالإنجليزية: Yubzha)‏ هي منطقة سكنية تقع في الصين في أزمة التبت والصين. يقدر عدد سكانها بـ
- نسمة .